# Стрелец B2
Стрелец B2 (Sagittarius B2, Sgr B2) — газопылевое облако, находящееся в 120 парсеках от центра Млечного Пути, где происходят процессы звездообразования. От нас оно удалено на расстояние 26 тысяч световых лет. 

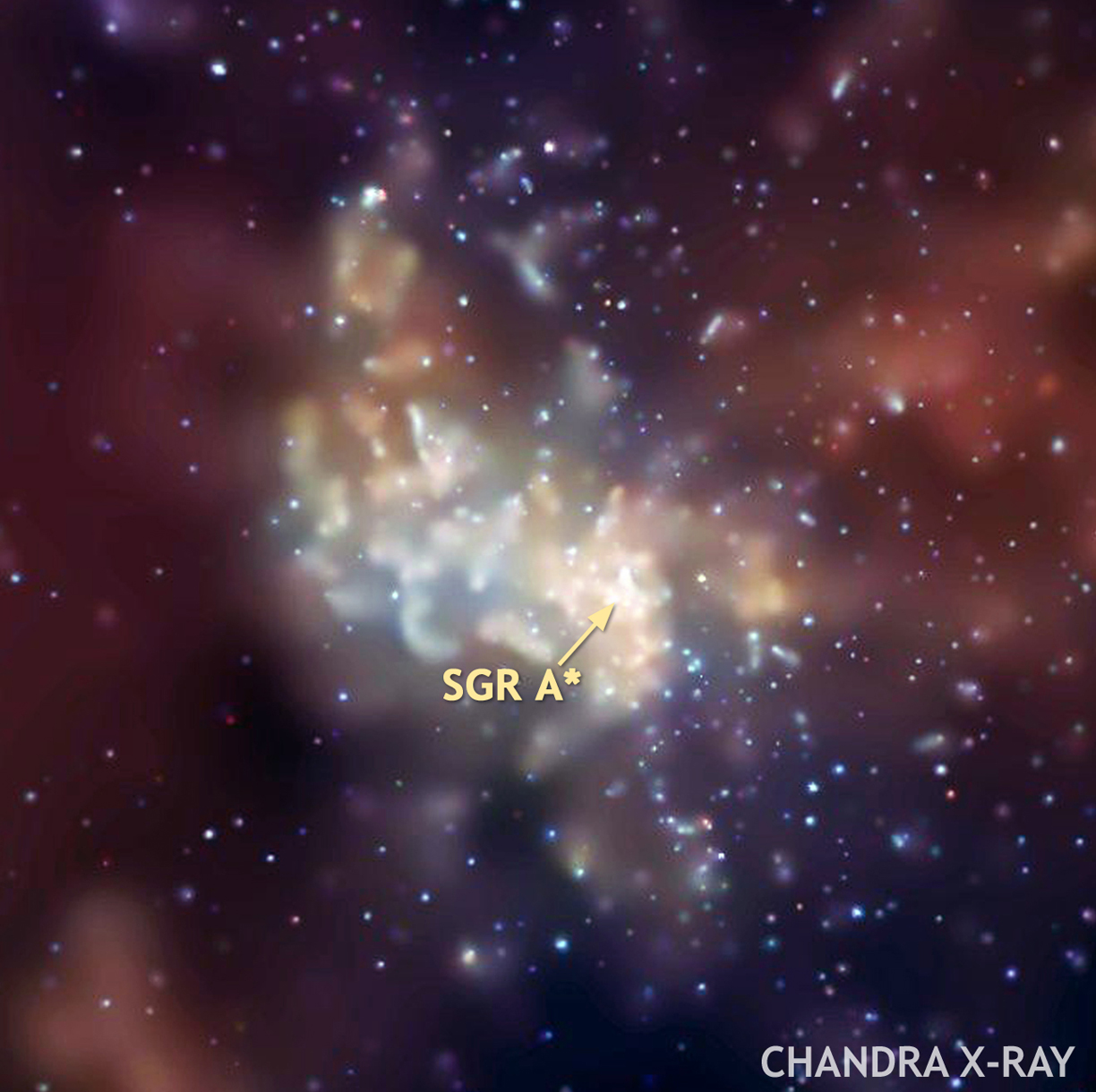
воздействие на Стрелец B2 кандидата в чёрные дыры Стрелец А*

## Структура
Стрелец B2 — самое крупное газопылевое облако в центральной части Галактики, оно достигает 45 парсек в поперечнике. Его общая масса превышает массу Солнца в 3 миллиона раз. Стрелец B2 делится на три части, или источника излучения, условно обозначаемые Северный (N), Главный (M) и Южный (S). Они содержат множество плотных сгустков звездообразования, водяных и гидроксильных мазеров и более 49 регионов с компактными скоплениями водорода. В них также присутствуют источники рентгеновского излучения, связанные с так называемыми «молодыми звёздными объектами» (англ. Young Stellar Object, YSO). Вещество в Стрельце B2 движется неравномерно; учёные выяснили, что именно на границах отдельных районов газа, двигающихся с разными скоростями, возникает большинство мазеров и плотных скоплений водорода. Северный источник Sgr B2 (N) содержит ионизованный газ с более высокими скоростями, нежели в других двух источниках. Это говорит о том, что Sgr B2 (N) отделился от Главного источника Sgr B2 (М) совсем недавно. Как в Sgr B2 (N), так и в Sgr B2 (М) возникновения мазеров связаны с молекулярными истечениями, некоторые из которых образуют структуры типа цепочки. Молекулярные истечения и приводят к вспышкам мазеров.

## Физические свойства
Температура Стрельца B2 варьирует от 300 K в плотных участках до 40 K в разреженных. Всё облако окружено тёплым кольцом газа. Из-за того, что температура и давление в облаке очень малы, взаимодействие атомов протекает очень медленно.

## Химический состав
Sgr B2 состоит в основном из водорода, но в нём также присутствует гликолевый альдегид (прекурсор сахаров), этиловый спирт, формальдегид, нитрид серы, муравьиная и уксусная кислоты и этиленгликоль. В марте 2008 года исследовательская группа под руководством Карла Ментена (Karl Menten) из института Макса Планка обнаружила органическую молекулу аминоацетонитрила (предшественника простейшей аминокислоты — глицина). В 2016 году в Стрельце B2 была впервые обнаружена сложная органическая молекула, обладающая хиральностью — окись пропилена.

## Окружение
Неподалёку (в ~350 световых годах) от Sgr B2 находится кандидат в чёрные дыры Стрелец А* (англ. Sagittarius A*). Он имеет колоссальную массу — около 4,31 ± 0,06 миллионов масс Солнца. Наблюдения на космической обсерватории «Интеграл» (Европейское космическое агентство), выполненные российской командой астрономов под руководством М. Ревнивцева, показывают, что облако Sgr B2 является источником жёсткого рентгена, который может быть объяснён недавней высокой светимостью Sgr A*. Это означает, что в очень недавнем прошлом (300—400 лет назад) Sgr A* мог быть типичным активным галактическим ядром малой светимости (L≈1,5⋅1039 эрг/с в диапазоне 2—200 кэВ), которая, однако, в миллион раз превышала современную светимость. Этот вывод в 2011 г. подтвердили японские астрономы из Университета Киото.